# メミンゲン

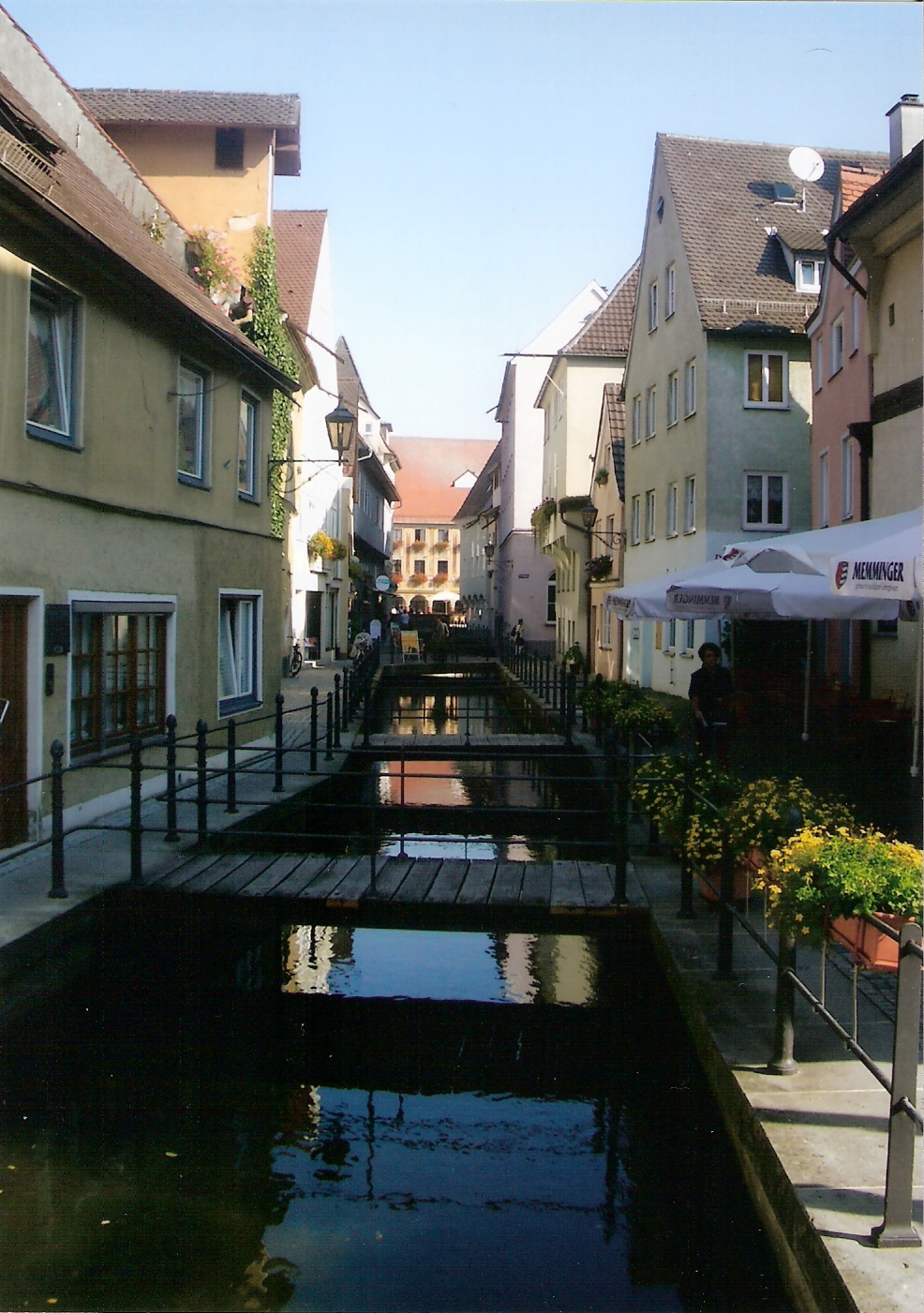
市内を流れる川

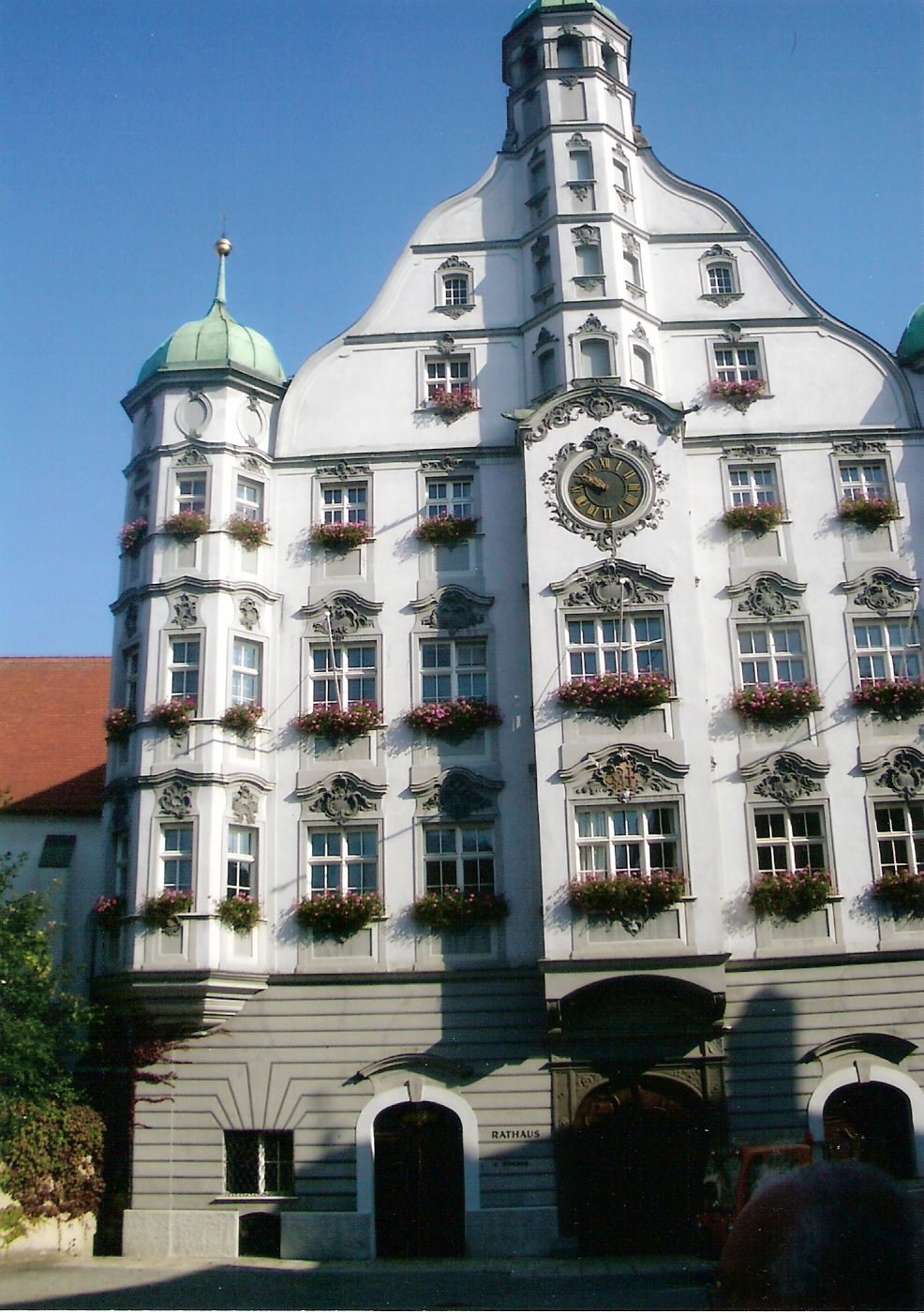
タウンホール

メミンゲン（標準ドイツ語：Memmingen, アレマン語：Memmenge（メメンゲ））は、ドイツ連邦共和国のバイエルン州シュヴァーベン行政管区に属する都市。人口は約4万1千人（2003年末）。

## 地勢・産業
バーデン＝ヴュルテンベルク州との州境に位置する。近隣の都市としては、約50キロ北のウルム、60キロ南西のリンダウ、50キロ東のランツベルク、65キロ北東のアウクスブルクなどが挙げられる。

## 歴史
13世紀後半、都市特権を手に入れた。宗教改革運動が高揚した16世紀、メミンゲンのクリストフ・シャペラーは、十分の一税廃止などの急進的な主張を行っており、各地から農民が彼の説教を聴くために集まっていた。1525年、周辺で結成されていた農民団がメミンゲンに集まり、3月6日に「十二箇条」（全ての農民の基本にして正当な主要箇条）が示された。しかし、諸侯側にたつシュヴァーベン同盟軍によって打倒され、シュヴァーベンの農民運動は沈静化へと向かう。この後は、フランケン、テューリンゲンへとドイツ農民戦争が波及していくことになる。19世紀初頭、バイエルンの支配下に入った。

## 宗教
第2次世界大戦時まで98%の市民が福音ルター派教会に属していたが、今日の状況は大きく変化している。第2次世界大戦後のドイツ人追放によって避難民が多く流入したからである。2009年12月31日現在、27.66%の市民がバイエルン福音ルター派教会に属し、43.09 %の市民がローマ・カトリック教会に属しており、残りの29.25 %が無信仰か、他宗教を信仰している。

## 姉妹都市
- オーシュ、フランス
- テーラモ、イタリア
- ルターシュタット・アイスレーベン、ドイツ
- グレンデール、アリゾナ州、アメリカ合衆国

## 出身有名人
- レンカ・ドウア - バレーボール選手
- ホルガー・バトシュトゥバー - サッカー選手
- ティモ・ゲプハルト - サッカー選手
- マリオ・ゲッツェ - サッカー選手
- フランツ・ロート - サッカー選手
- ハインリヒ・ベッドフォード＝ストローム - 神学者
- マルクス・メンドラー - サッカー選手